# Brunsvigia undulata
Brunsvigia undulata là một loài thực vật có hoa trong họ Amaryllidaceae. Loài này được F.M.Leight. mô tả khoa học đầu tiên năm 1934.